# David Crane
David Crane (n. 13 august 1957, Pennsylvania, SUA) este un scenarist și producător TV. Împreună cu Marta Kauffman a creat sitcom-ul Friends.
1. ↑  David Crane, Internet Broadway Database, accesat în 9 octombrie 2017
2. ↑  CONOR.SI[*] Verificați valoarea |titlelink= (ajutor)
3. ↑  Czech National Authority Database, accesat în 1 martie 2022